# Màrfino (Astracan)
|  | Per a altres significats, vegeu «Màrfino». |

Màrfino (en rus: Марфино) és un poble de l'óblast d'Astracan, a Rússia, segons el cens del 2010 tenia 3.268 habitants.